# White Haven
White Haven é um distrito localizado no estado norte-americano de Pensilvânia, no Condado de Luzerne.

## Demografia
Segundo o censo norte-americano de 2000, a sua população era de 1182 habitantes.
Em 2006, foi estimada uma população de 1156, um decréscimo de 26 (-2.2%).

## Geografia
De acordo com o United States Census Bureau tem uma área de
3,1 km², dos quais 3,1 km² cobertos por terra e 0,0 km² cobertos por água. White Haven localiza-se a aproximadamente 421 m acima do nível do mar.

## Localidades na vizinhança
O diagrama seguinte representa as localidades num raio de 16 km ao redor de White Haven.